# Kadoguchi Taisei
Taisei Kadoguchi (sinh ngày 15 tháng 7 năm 1996) là một cầu thủ bóng đá người Nhật Bản.

## Sự nghiệp câu lạc bộ
Taisei Kadoguchi đã từng chơi cho Mito HollyHock.